# Omoadiphas aurula
Omoadiphas aurula är en ormart som beskrevs av Köhler, Wilson och McCranie 200. Omoadiphas aurula ingår i släktet Omoadiphas och familjen snokar. Inga underarter finns listade i Catalogue of Life.
Arten förekommer i en mindre region i nordvästra Honduras. Den lever i en bergstrakt mellan 1250 och 1900 meter över havet. Regionen är täckt av molnskog. Omoadiphas aurula är nattaktiv och gräver i lövskiktet eller i det översta jordlagret. Honor lägger ägg.
Intensivt skogsbruk och skogens omvandling till jordbruksmark hotar beståndet. I delar av utbredningsområdet där den ursprungliga skogen finns kvar är arten vanligt förekommande. IUCN listar Omoadiphas aurula som sårbar (VU).